# FIFA-Puskás-Preis

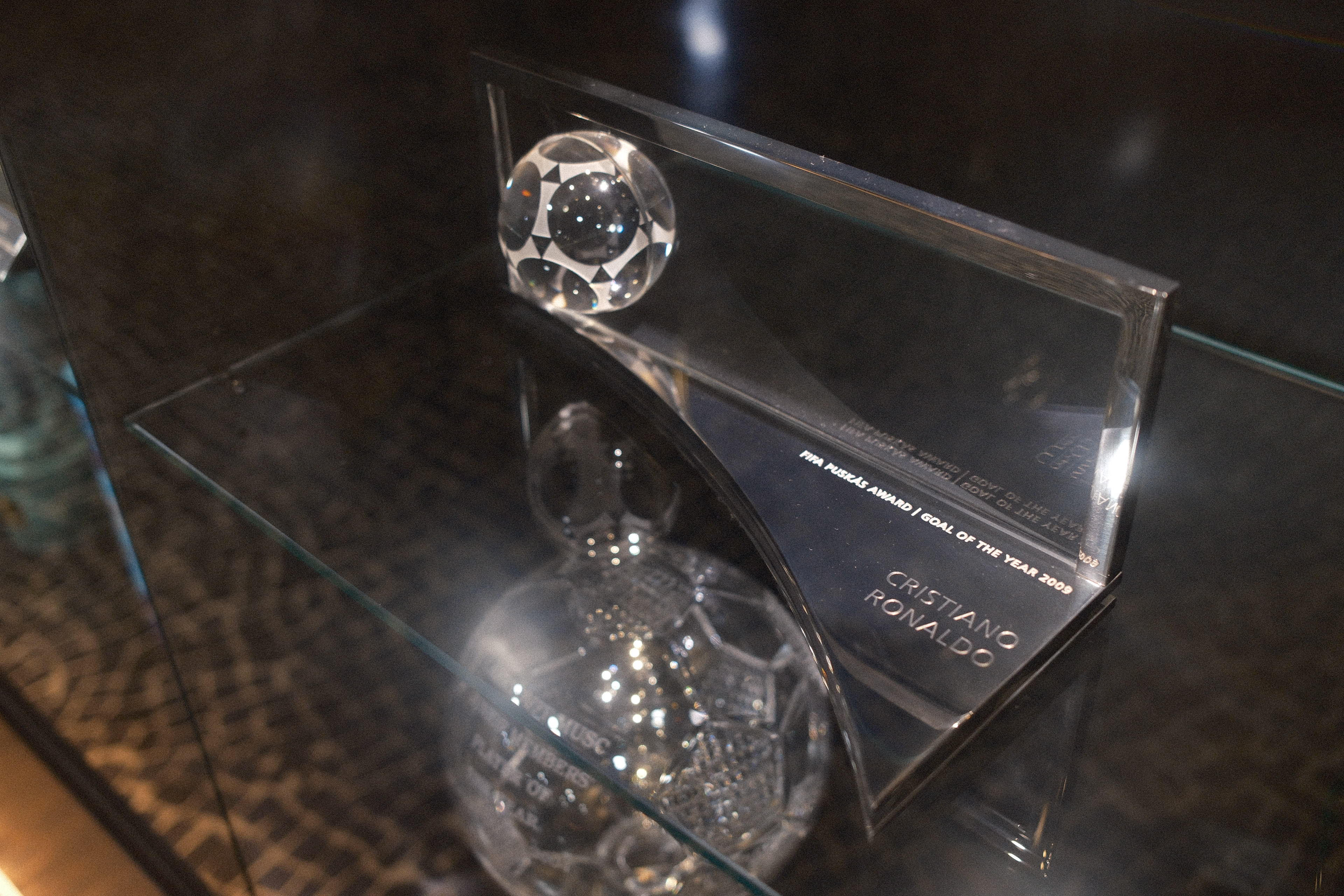
FIFA-Puskás-Preis

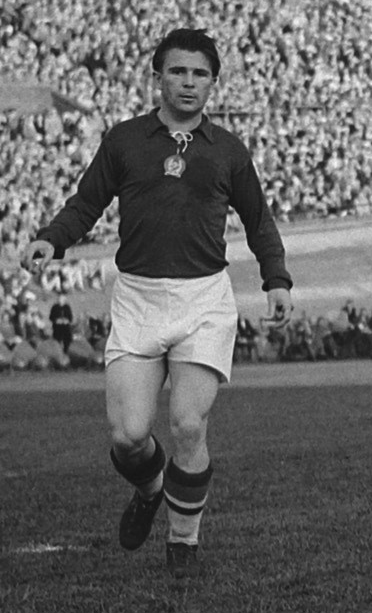
Ferenc Puskás (1954)

Der FIFA-Puskás-Preis ist ein 2009 eingeführter Fußballpreis, der den Spieler auszeichnet, der in der vergangenen Saison das ästhetischste und schönste Tor erzielt hat. Der Preis ist eine Hommage an den 2006 verstorbenen ungarischen Stürmer Ferenc Puskás.
Ursprünglich wurden auch Tore von Spielerinnen für den Puskás-Preis nominiert. 2024 wurde für diese neu der FIFA-Marta-Preis geschaffen.

## Modus
Ermittelt wird der Gewinner des Puskás-Preises in den letzten beiden Novemberwochen in einer Internetabstimmung. Auf der Homepage des Fußballweltverbandes können die Fans elf, von der FIFA-Fußballkommission ausgewählte, Tore ansehen und dann ihre Wahl treffen.
Der Name des Schützen des schönsten Tores des Jahres wurde erstmals bei der FIFA World Player Gala am 21. Dezember 2009 in Zürich enthüllt. Der Gewinner wird mit der Puskás-Trophäe geehrt, auf der sein Name eingraviert ist.

## Namensgebung
Der Preis wird zu Ehren von Stürmer-Legende Ferenc Puskás verliehen, der im November 2006 verstarb. Puskás war Kapitän der legendären ungarischen „Goldenen Elf“ und ein Mitglied von Real Madrids „weißem Ballett“, das in den 1950er und 1960er Jahren mit seiner spielerischen Dominanz ganz Fußballeuropa begeisterte. In 85 Länderspielen für die ungarische Fußballnationalmannschaft erzielte er 84 Tore.

## Kriterien
Kriterien für die Auswahl eines Tores sind u. a. die subjektive Ästhetik eines Tores (z. B. Abschluss einer gelungenen Angriffskombination), die Bedeutung des Spieles, in dem das Tor erzielt wurde, der Fakt, dass ein Tor nicht aus Glück oder infolge eines Fehlers des Gegenspielers gefallen ist, kein unsportliches Verhalten des Spielers während des Spiels und der Zeitraum, in dem das Tor erzielt wurde (Juli des vorangegangenen Jahres bis einschließlich Juli des Jahres der Auszeichnung).

## Gewinner
| Jahr | Name               | Mannschaft           | Gegner                  | Spielstand | Wettbewerb                         | Prozentsatz |
| ---- | ------------------ | -------------------- | ----------------------- | ---------- | ---------------------------------- | ----------- |
| 2009 | Cristiano Ronaldo  | Manchester United    | FC Porto                | 1:0        | UEFA Champions League 2008/09      | 17,68 %     |
| 2010 | Hamit Altıntop     | Türkei               | Kasachstan              | 2:0        | EM-Qualifikation 2012              | 40,55 %     |
| 2011 | Neymar             | FC Santos            | Flamengo Rio de Janeiro | 3:0        | Campeonato Brasileiro de Futebol   | 38 %        |
| 2012 | Miroslav Stoch     | Fenerbahçe Istanbul  | Gençlerbirliği Ankara   | 6:1        | Süper Lig 2011/12                  | 78 %        |
| 2013 | Zlatan Ibrahimović | Schweden             | England                 | 4:2        | Freundschaftsspiel                 | 48,7 %      |
| 2014 | James Rodríguez    | Kolumbien            | Uruguay                 | 2:0        | Fußball-Weltmeisterschaft 2014     | 42 %        |
| 2015 | Wendell Lira       | Goianésia EC         | Atlético Goianiense     | 2:1        | Staatsmeisterschaft von Goiás 2015 | 46,7 %      |
| 2016 | Mohd Faiz Subri    | Penang FA            | Pahang FA               | 4:1        | Malaysia Super League 2016         | 59,46 %     |
| 2017 | Olivier Giroud     | FC Arsenal           | Crystal Palace          | 1:0        | Premier League 2016/17             | 36,17 %     |
| 2018 | Mohamed Salah      | FC Liverpool         | FC Everton              | 1:0        | Premier League 2017/18             | 38 %        |
| 2019 | Dániel Zsóri       | Debreceni Vasutas SC | Ferencváros Budapest    | 2:1        | Nemzeti Bajnokság 2018/19          |             |
| 2020 | Son Heung-min      | Tottenham Hotspur    | FC Burnley              | 2:1        | Premier League 2019/20             |             |
| 2021 | Erik Lamela        | Tottenham Hotspur    | FC Arsenal              | 1:0        | Premier League 2020/21             |             |
| 2022 | Marcin Oleksy      | Warta Posen          | Stal Rzeszów            | 1:0        | Ekstraklasa 2021/22                |             |
| 2023 | Guilherme Madruga  | Botafogo-SP          | Grêmio Novorizontino    | 1:0        | Série B 2023                       |             |
| 2024 | Alejandro Garnacho | Manchester United    | FC Everton              | 1:0        | Premier League 2023/24             |             |

## Nominierungen

### 2009
Im Jahr 2009 standen Tore folgender Spieler zur Wahl:
| Platz | Spieler           | Mannschaft        | Gegner            | Ergebnis | Bewerb                          |
| ----- | ----------------- | ----------------- | ----------------- | -------- | ------------------------------- |
| 1.    | Cristiano Ronaldo | Manchester United | FC Porto          | 1:0      | UEFA Champions League 2008/09   |
| 2.    | Andrés Iniesta    | FC Barcelona      | FC Chelsea        | 1:1      | UEFA Champions League 2008/09   |
| 3.    | Grafite           | VfL Wolfsburg     | FC Bayern München | 5:1      | Bundesliga 2008/09              |
| 4.    | Eliran Atar       | Bne Jehuda        | Maccabi Netanja   | 1:1      | Ligat ha’Al 2008/09             |
| 5.    | Fernando Torres   | FC Liverpool      | Blackburn Rovers  | 4:0      | Premier League 2008/09          |
| 6.    | Nilmar            | Internacional     | Corinthians       | 1:0      | Série A 2009                    |
| 7.    | Michael Essien    | FC Chelsea        | FC Barcelona      | 1:0      | UEFA Champions League 2008/09   |
| 8.    | Luis Ángel Landín | CD Cruz Azul      | Atlético Morelia  | 1:1      | Liga MX 2009                    |
| 9.    | Emmanuel Adebayor | FC Arsenal        | FC Villarreal     | 1:1      | UEFA Champions League 2008/09   |
| 10.   | Katlego Mphela    | Südafrika         | Spanien           | 2:2      | FIFA-Konföderationen-Pokal 2009 |

### 2010
Im Jahr 2010 standen Tore folgender Spieler (darunter mit Kumi Yokoyama erstmals eine Frau) zur Wahl:
| Platz     | Spieler                  | Mannschaft        | Gegner         | Ergebnis | Bewerb                                         |
| --------- | ------------------------ | ----------------- | -------------- | -------- | ---------------------------------------------- |
| 1.        | Hamit Altıntop           | Türkei            | Kasachstan     | 2:0      | EM-Qualifikation 2012                          |
| 2.        | Linus Hallenius          | Hammarby IF       | Syrianska FC   | 2:0      | Superettan 2010                                |
| 3.        | Giovanni van Bronckhorst | Niederlande       | Uruguay        | 1:0      | Fußball-Weltmeisterschaft 2010                 |
| ungereiht | Matty Burrows            | Glentoran FC      | Portadown FC   | 1:0      | IFA Premiership 2010/11                        |
| ungereiht | Lionel Messi             | FC Barcelona      | FC Valencia    | 3:0      | Primera División 2009/10                       |
| ungereiht | Samir Nasri              | FC Arsenal        | FC Porto       | 3:0      | UEFA Champions League 2009/10                  |
| ungereiht | Neymar                   | FC Santos         | EC Santo André | 2:1      | Staatsmeisterschaft von São Paulo 2010         |
| ungereiht | Arjen Robben             | FC Bayern München | Schalke 04     | 1:0      | DFB-Pokal 2009/10                              |
| ungereiht | Siphiwe Tshabalala       | Südafrika         | Mexiko         | 1:0      | Fußball-Weltmeisterschaft 2010                 |
| ungereiht | Kumi Yokoyama            | Japan             | Nordkorea      | 2:1      | U-17-Fußball-Weltmeisterschaft der Frauen 2010 |

### 2011
Im Jahr 2011 standen Tore folgender Spieler zur Wahl:
| Platz     | Spieler             | Mannschaft         | Gegner          | Ergebnis | Bewerb                             |
| --------- | ------------------- | ------------------ | --------------- | -------- | ---------------------------------- |
| 1.        | Neymar              | FC Santos          | Flamengo        | 4:5      | Campeonato Brasileiro Série A 2011 |
| 2.        | Lionel Messi        | FC Barcelona       | FC Arsenal      | 1:0      | Champions League 2010/11           |
| 3.        | Wayne Rooney        | Manchester United  | Manchester City | 2:1      | Premier League 2010/11             |
| ungereiht | Benjamin De Ceulaer | Lokeren            | FC Brügge       | 1:2      | Jupiler Pro League 2011/12         |
| ungereiht | Giovani dos Santos  | Mexiko             | USA             | 4:2      | CONCACAF Gold Cup 2011             |
| ungereiht | Julio Gómez         | Mexiko             | Deutschland     | 3:2      | U-17-Weltmeisterschaft 2011        |
| ungereiht | Zlatan Ibrahimović  | AC Mailand         | US Lecce        | 1:0      | Serie A 2010/11                    |
| ungereiht | Lisandro López      | Arsenal de Sarandí | Olimpo de Bahía | 2:2      | Primera División Apertura 2011     |
| ungereiht | Heather O’Reilly    | USA                | Kolumbien       | 1:0      | Weltmeisterschaft der Frauen 2011  |
| ungereiht | Dejan Stanković     | Inter Mailand      | Schalke 04      | 1:0      | Champions League 2010/11           |

### 2012
Im Jahr 2012 standen Tore folgender Spieler zur Wahl:
| Platz     | Spieler                | Mannschaft          | Gegner           | Ergebnis | Bewerb                                    |
| --------- | ---------------------- | ------------------- | ---------------- | -------- | ----------------------------------------- |
| 1.        | Miroslav Stoch         | Fenerbahçe          | Gençlerbirliği   | 6:1      | Süper Lig 2011/12                         |
| 2.        | Radamel Falcao         | Atlético Madrid     | América de Cali  | 1:0      | Freundschaftsspiel                        |
| 3.        | Neymar                 | FC Santos           | SC Internacional | 3:1      | Copa Libertadores 2012                    |
| ungereiht | Emmanuel Agyemang Badu | Ghana               | Guinea           | 1:0      | Afrika-Cup 2012                           |
| ungereiht | Hatem Ben Arfa         | Newcastle United    | Blackburn Rovers | 1:1      | FA Cup 2011/12                            |
| ungereiht | Éric Hassli            | Vancouver Whitecaps | Toronto FC       | 1:1      | Canadian Championship 2012                |
| ungereiht | Olivia Jiménez         | Mexiko              | Schweiz          | 2:0      | U-20-Weltmeisterschaft der Frauen 2012    |
| ungereiht | Gastón Mealla          | Nacional Potosí     | The Strongest    | 2:2      | Liga de Fútbol Profesional Boliviano 2012 |
| ungereiht | Lionel Messi           | Argentinien         | Brasilien        | 4:3      | Freundschaftsspiel                        |
| ungereiht | Moussa Sow             | Fenerbahçe          | Galatasaray      | 1:0      | Süper Lig 2011/12                         |

### 2013
Im Jahr 2013 standen Tore folgender Spieler zur Wahl:
| Platz     | Spieler             | Mannschaft     | Gegner           | Ergebnis | Bewerb                              |
| --------- | ------------------- | -------------- | ---------------- | -------- | ----------------------------------- |
| 1.        | Zlatan Ibrahimović  | Schweden       | England          | 4:2      | Freundschaftsspiel                  |
| 2.        | Nemanja Matić       | Benfica        | FC Porto         | 1:1      | Primeira Liga 2012/13               |
| 3.        | Neymar              | Brasilien      | Japan            | 1:0      | Konföderationen-Pokal 2013          |
| ungereiht | Peter Ankersen      | Esbjerg fB     | Aarhus GF        | 5:1      | Superliga 2013/14                   |
| ungereiht | Louisa Cadamuro     | Olympique Lyon | RC Saint-Étienne | 5:0      | Division 1 Féminine 2012/13         |
| ungereiht | Lisa De Vanna       | Sky Blue FC    | Boston Breakers  | 5:1      | National Women’s Soccer League 2013 |
| ungereiht | Antonio Di Natale   | Udinese Calcio | Chievo Verona    | 3:1      | Serie A 2012/13                     |
| ungereiht | Panagiotis Kone     | FC Bologna     | SSC Neapel       | 2:3      | Serie A 2012/13                     |
| ungereiht | Daniel Ludueña      | CF Pachuca     | UANL Tigres      | 2:1      | Liga MX 2013/14                     |
| ungereiht | Juan Manuel Olivera | Náutico        | Sport Recife     | 2:0      | Copa Sudamericana 2013              |

### 2014
Im Jahr 2014 standen Tore folgender Spieler zur Wahl:
| Platz     | Spieler            | Mannschaft          | Gegner             | Ergebnis | Bewerb                   |
| --------- | ------------------ | ------------------- | ------------------ | -------- | ------------------------ |
| 1.        | James Rodríguez    | Kolumbien           | Uruguay            | 1:0      | Weltmeisterschaft 2014   |
| 2.        | Stephanie Roche    | Peamount United     | Wexford Youths WFC | 2:0      | Women's National League  |
| 3.        | Robin van Persie   | Niederlande         | Japan              | 1:1      | Weltmeisterschaft 2014   |
| ungereiht | Tim Cahill         | Australien          | Aarhus GF          | 1:1      | Weltmeisterschaft 2014   |
| ungereiht | Diego Costa        | Atlético Madrid     | FC Getafe          | 5:0      | Primera División 2013/14 |
| ungereiht | Marco Fabián       | CD Cruz Azul        | Club Puebla        | 1:0      | Liga MX 2013/14          |
| ungereiht | Zlatan Ibrahimović | Paris Saint-Germain | SC Bastia          | 1:0      | Ligue 1 2013/14          |
| ungereiht | Pajtim Kasami      | FC Fulham           | Crystal Palace     | 1:1      | Premier League 2013/14   |
| ungereiht | Camilo             | Vancouver Whitecaps | Portland Timbers   | 2:2      | Major League Soccer 2013 |
| ungereiht | Hisato Satō        | Sanfrecce Hiroshima | Kawasaki Frontale  | 2:1      | J.League Division 1 2014 |

### 2015
Im Jahr 2015 standen Tore folgender Spieler zur Wahl:
| Platz     | Spieler             | Mannschaft                  | Gegner              | Ergebnis | Bewerb                            |
| --------- | ------------------- | --------------------------- | ------------------- | -------- | --------------------------------- |
| 1.        | Wendell Lira        | Goianésia EC                | Atlético Goianiense | 1:0      | Goiano 2015                       |
| 2.        | Lionel Messi        | FC Barcelona                | Athletic Bilbao     | 1:0      | Copa del Rey 2014/15              |
| 3.        | Alessandro Florenzi | AS Rom                      | FC Barcelona        | 1:1      | Champions League 2015/16          |
| ungereiht | David Michael Ball  | Fleetwood Town              | Preston North End   | 2:2      | League One 2014/15                |
| ungereiht | Chory Castro        | Real Sociedad San Sebastián | Deportivo La Coruña | 2:1      | Primera División 2014/15          |
| ungereiht | Carli Lloyd         | USA                         | Japan               | 4:0      | Weltmeisterschaft der Frauen 2015 |
| ungereiht | Philippe Mexès      | AC Mailand                  | Inter Mailand       | 1:0      | Freundschaftsspiel                |
| ungereiht | Marcel Ndjeng       | SC Paderborn 07             | Bolton Wanderers    | 3:1      | Freundschaftsspiel                |
| ungereiht | Esteban Ramírez     | CS Herediano                | CD Saprissa         | 3:1      | Liga FPD 2014/15                  |
| ungereiht | Carlos Tévez        | Juventus Turin              | Parma Calcio        | 4:0      | Serie A 2014/15                   |

### 2016
Im Jahr 2016 standen Tore folgender Spieler zur Wahl:
| Platz     | Spieler            | Mannschaft      | Gegner            | Ergebnis | Bewerb                                       |
| --------- | ------------------ | --------------- | ----------------- | -------- | -------------------------------------------- |
| 1.        | Mohd Faiz Subri    | Penang FA       | Sri Pahang FC     | 4:1      | Super League 2016                            |
| 2.        | Marlone            | Corinthians     | CD Cobresal       | 3:0      | Copa Libertadores 2016                       |
| 3.        | Daniuska Rodríguez | Venezuela U17   | Kolumbien U17     | 1:0      | U-17-Südamerikameisterschaft der Frauen 2016 |
| ungereiht | Mario Gaspar       | Spanien         | England           | 1:0      | Freundschaftsspiel                           |
| ungereiht | Hlompho Kekana     | Südafrika       | Kamerun           | 2:1      | Qualifikation Afrika-Cup 2017                |
| ungereiht | Lionel Messi       | Argentinien     | USA               | 2:0      | Copa América Centenario 2016                 |
| ungereiht | Neymar             | FC Barcelona    | FC Villarreal     | 3:0      | Primera División 2015/16                     |
| ungereiht | Saúl Ñíguez        | Atlético Madrid | FC Bayern München | 1:0      | Champions League 2015/16                     |
| ungereiht | Hal Robson-Kanu    | Wales           | Belgien           | 2:1      | Europameisterschaft 2016                     |
| ungereiht | Simon Skrabb       | Åtvidabergs FF  | Gefle IF          | 1:0      | Allsvenskan 2015                             |

### 2017
Im Jahr 2017 standen Tore folgender Spieler zur Wahl:
| Platz     | Spieler              | Mannschaft       | Gegner                | Ergebnis | Bewerb                                 |
| --------- | -------------------- | ---------------- | --------------------- | -------- | -------------------------------------- |
| 1.        | Olivier Giroud       | FC Arsenal       | Crystal Palace        | 1:0      | Premier League 2016/17                 |
| 2.        | Masuluke Oscarine    | FC Baroka        | Orlando Pirates       | 1:1      | South African Premier Division 2016/17 |
| 3.        | Deyna Castellanos    | Venezuela U17    | Kamerun U17           | 2:1      | U-17-Weltmeisterschaft der Frauen 2016 |
| ungereiht | Kevin-Prince Boateng | UD Las Palmas    | FC Villarreal         | 1:0      | Primera División 2016/17               |
| ungereiht | Alejandro Camargo    | CD Universidad   | CD O’Higgins          | 3:1      | Apertura 2016                          |
| ungereiht | Moussa Dembélé       | Celtic Glasgow   | FC St. Johnstone      | 5:2      | Scottish Premiership 2016/17           |
| ungereiht | Avilés Hurtado       | Club Tijuana     | Atlas                 | 1:1      | Liga MX 2016/17                        |
| ungereiht | Mario Mandžukić      | Juventus Turin   | Real Madrid           | 1:1      | Champions League 2016/17               |
| ungereiht | Nemanja Matić        | FC Chelsea       | Tottenham Hotspur     | 4:2      | FA Cup 2016/17                         |
| ungereiht | Jordi Mboula         | FC Barcelona U19 | Borussia Dortmund U19 | 4:1      | Youth League 2016/17                   |

### 2018
Im Jahr 2018 standen Tore folgender Spieler zur Wahl:
| Platz     | Spieler                    | Mannschaft     | Gegner            | Ergebnis | Bewerb                   |
| --------- | -------------------------- | -------------- | ----------------- | -------- | ------------------------ |
| 1.        | Mohamed Salah              | FC Liverpool   | FC Everton        | 1:0      | Premier League 2017/18   |
| 2.        | Cristiano Ronaldo          | Real Madrid    | Juventus Turin    | 2:0      | Champions League 2017/18 |
| 3.        | Giorgian De Arrascaeta     | Cruzeiro       | América Mineiro   | 1:0      | Campeonato Mineiro 2018  |
| ungereiht | Gareth Bale                | Real Madrid    | FC Liverpool      | 2:1      | Champions League 2017/18 |
| ungereiht | Denis Tscheryschew         | Russland       | Kroatien          | 1:0      | Weltmeisterschaft 2018   |
| ungereiht | Lazaros Christodoulopoulos | AEK Athen      | Olympiakos Piräus | 2:2      | Super League 2017/18     |
| ungereiht | Riley McGree               | Newcastle Jets | Melbourne City    | 1:1      | A-League 2017/18         |
| ungereiht | Lionel Messi               | Argentinien    | Nigeria           | 1:0      | Weltmeisterschaft 2018   |
| ungereiht | Benjamin Pavard            | Frankreich     | Argentinien       | 2:2      | Weltmeisterschaft 2018   |
| ungereiht | Ricardo Quaresma           | Portugal       | Iran              | 1:0      | Weltmeisterschaft 2018   |

### 2019
Im Jahr 2019 standen Tore folgender Spieler zur Wahl:
| Platz     | Spieler                | Mannschaft      | Gegner                | Ergebnis | Bewerb                              |
| --------- | ---------------------- | --------------- | --------------------- | -------- | ----------------------------------- |
| 1.        | Dániel Zsóri           | Debreceni VSC   | Ferencváros           | 2:1      | Nemzeti Bajnokság 2018/19           |
| 2.        | Lionel Messi           | FC Barcelona    | Real Betis            | 4:1      | Primera División 2018/19            |
| 3.        | Juan Fernando Quintero | River Plate     | Racing Club           | 1:0      | Primera División                    |
| ungereiht | Matheus Cunha          | RB Leipzig      | Bayer 04 Leverkusen   | 4:2      | Bundesliga 2018/19                  |
| ungereiht | Zlatan Ibrahimović     | LA Galaxy       | Toronto FC            | 1:3      | Major League Soccer 2018            |
| ungereiht | Ajara Nchout           | Kamerun         | Neuseeland            | 2:1      | Weltmeisterschaft der Frauen 2019   |
| ungereiht | Fabio Quagliarella     | Sampdoria Genua | SSC Neapel            | 3:0      | Serie A 2018/19                     |
| ungereiht | Amy Rodriguez          | Utah Royals FC  | Sky Blue FC           | 1:0      | National Women’s Soccer League 2019 |
| ungereiht | Billie Simpson         | Cliftonville FC | Sion Swifts Ladies FC | 1:2      | Women's Premiership 2019            |
| ungereiht | Andros Townsend        | Crystal Palace  | Manchester City       | 2:1      | Premier League 2018/19              |

### 2020
Im Jahr 2020 standen Tore folgender Spieler zur Wahl:
| Platz     | Spieler                | Mannschaft           | Gegner               | Ergebnis | Bewerb                                   |
| --------- | ---------------------- | -------------------- | -------------------- | -------- | ---------------------------------------- |
| 1.        | Son Heung-min          | Tottenham Hotspur    | FC Burnley           | 3:0      | Premier League 2019/20                   |
| 2.        | Giorgian De Arrascaeta | Flamengo             | Ceará SC             | 3:0      | Campeonato Brasileiro Série A 2019       |
| 3.        | Luis Suárez            | FC Barcelona         | RCD Mallorca         | 4:1      | Primera División 2019/20                 |
| ungereiht | Shirley Cruz           | Costa Rica           | Panama               | 3:0      | Qualifikation für die Olympischen Spiele |
| ungereiht | Jordan Flores          | Dundalk FC           | Shamrock Rovers      | 2:3      | League of Ireland 2020                   |
| ungereiht | André-Pierre Gignac    | UANL Tigres          | UNAM Pumas           | 3:0      | Liga MX 2019/20                          |
| ungereiht | Sophie Ingle           | FC Chelsea           | FC Arsenal           | 3:0      | FA Women’s Super League 2019/20          |
| ungereiht | Zlatko Junuzović       | FC Red Bull Salzburg | SK Rapid Wien        | 6:1      | Bundesliga 2019/20                       |
| ungereiht | Hlompho Kekana         | Mamelodi Sundowns    | Cape Town City FC    | 1:0      | ABSA Premiership 2019/20                 |
| ungereiht | Leonel Quiñónez        | CSD Macará           | Universidad Católica | 1:0      | Serie A 2019                             |
| ungereiht | Caroline Weir          | Manchester City      | Manchester United    | 1:0      | FA Women’s Super League 2020/21          |

### 2021
Im Jahr 2021 standen Tore folgender Spieler zur Wahl:
| Platz     | Spieler            | Mannschaft               | Gegner                          | Ergebnis | Bewerb                          |
| --------- | ------------------ | ------------------------ | ------------------------------- | -------- | ------------------------------- |
| 1.        | Erik Lamela        | Tottenham Hotspur        | FC Arsenal                      | 1:0      | Premier League 2020/21          |
| 2.        | Mehdi Taremi       | FC Porto                 | FC Chelsea                      | 1:0      | UEFA Champions League 2020/21   |
| 3.        | Patrik Schick      | Tschechische Republik    | Schottland                      | 2:0      | UEFA Euro 2020                  |
| ungereiht | Luis Díaz          | Kolumbien                | Brasilien                       | 1:0      | Copa América 2021               |
| ungereiht | Gauthier Hein      | AJ Auxerre               | Chamois Niort                   | 3:0      | Ligue 2 2020/21                 |
| ungereiht | Valentino Lazaro   | Borussia Mönchengladbach | Bayer 04 Leverkusen             | 3:4      | Bundesliga 2020/21              |
| ungereiht | Riyad Mahrez       | Algerien                 | Simbabwe                        | 2:0      | Afrika-Cup 2022/Qualifikation   |
| ungereiht | Sandra Owusu-Ansah | Supreme Ladies FC        | Kumasi Sports Academy Ladies FC | 1:1      | Ghana Women's Premier League    |
| ungereiht | Vangelis Pavlidis  | Willem II                | Fortuna Sittard                 | 1:0      | Eredivisie 2020/21              |
| ungereiht | Daniela Sánchez    | Querétaro Fútbol Club    | Atlético San Luis               | 3:2      | Liga MX Femenil                 |
| ungereiht | Caroline Weir      | Manchester City          | Manchester United               | 3:0      | FA Women’s Super League 2020/21 |

### 2022
Im Jahr 2022 standen Tore folgender Spieler zur Wahl:
| Platz     | Spieler                    | Mannschaft          | Gegner           | Ergebnis | Bewerb                                               |
| --------- | -------------------------- | ------------------- | ---------------- | -------- | ---------------------------------------------------- |
| 1.        | Marcin Oleksy              | Warta Posen         | Stal Rzeszów     | 1:0      | PZU Amp Futbol Ekstraklasa 2022 (Amputiertenfußball) |
| 2.        | Dimitri Payet              | Olympique Marseille | PAOK             | 2:0      | Conference League 2021/22                            |
| 3.        | Richarlison                | Brasilien           | Serbien          | 2:0      | Weltmeisterschaft 2022                               |
| ungereiht | Mario Balotelli            | Adana               | Göztepe          | 7:0      | Süper Lig 2021/22                                    |
| ungereiht | Francisco González Metilli | Central Córdoba     | Rosario Central  | 1:0      | Liga Profesional 2022                                |
| ungereiht | Amandine Henry             | Olympique Lyon      | FC Barcelona     | 1:0      | Champions League 2021/22                             |
| ungereiht | Théo Hernández             | AC Mailand          | Atalanta Bergamo | 2:0      | Serie A 2021/22                                      |
| ungereiht | Alou Kuol                  | Australien          | Irak             | 1:0      | U-23-Asienmeisterschaft 2022                         |
| ungereiht | Kylian Mbappé              | Frankreich          | Argentinien      | 2:2      | Weltmeisterschaft 2022                               |
| ungereiht | Salma Paralluelo           | FC Villarreal       | FC Barcelona     | 1:0      | Primera División 2021/22                             |
| ungereiht | Alessia Russo              | England             | Schweden         | 4:0      | Europameisterschaft 2022                             |

### 2023
Die Wahl fand zwischen dem 21. September und 10. Oktober 2023 statt. Zur Auswahl standen folgende Tore:
| Platz     | Spieler                | Mannschaft             | Gegner                 | Ergebnis | Bewerb                                     |
| --------- | ---------------------- | ---------------------- | ---------------------- | -------- | ------------------------------------------ |
| 1.        | Guilherme Madruga      | Botafogo-SP            | Novorizontino          | 1:0      | Série B 2023                               |
| 2.        | Nuno Santos            | Sporting Lissabon      | Boavista FC            | 1:0      | Primeira Liga 2022/23                      |
| 3.        | Julio Enciso           | Brighton & Hove Albion | Manchester City        | 1:1      | Premier League 2022/23                     |
| ungereiht | Álvaro Barreal         | FC Cincinnati          | Pittsburgh Riverhounds | 2:0      | U.S. Open Cup                              |
| ungereiht | Linda Caicedo          | Kolumbien              | Deutschland            | 1:0      | Weltmeisterschaft der Frauen 2023          |
| ungereiht | Kang Seong-jin         | Südkorea               | Jordanien              | 4:0      | U-20-Asienmeisterschaft 2023               |
| ungereiht | Sam Kerr               | Australien             | England                | 1:1      | Weltmeisterschaft der Frauen 2023          |
| ungereiht | Brian Lozano           | Atlas Guadalajara      | Club América           | 2:2      | Liga MX 2022/23                            |
| ungereiht | Iván Morante           | UD Ibiza               | Burgos CF              | 1:0      | Segunda División 2022/23                   |
| ungereiht | Asqat Taghybergen      | Kasachstan             | Dänemark               | 2:2      | Qualifikation zur Europameisterschaft 2024 |
| ungereiht | Beatriz Zaneratto João | Brasilien              | Panama                 | 3:0      | Weltmeisterschaft der Frauen 2023          |

### 2024
Im Jahr 2024 standen Tore folgender Spieler zur Auswahl:
| Platz | Spieler            | Mannschaft        | Gegner                   | Ergebnis | Bewerb                        |
| ----- | ------------------ | ----------------- | ------------------------ | -------- | ----------------------------- |
| 1.    | Alejandro Garnacho | Manchester United | FC Everton               | 1:0      | Premier League 2023/24        |
| 2.    | Yassine Benzia     | Algerien          | Südafrika                | 3:3      | FIFA Series 2024              |
| 3.    | Denis Omedi        | Kitara FC         | KCCA FC                  | 3:3      | Super 8 2024                  |
| 4.    | Mohammed Kudus     | West Ham United   | SC Freiburg              | 4:0      | Europa League 2023/24         |
| 5.    | Walter Bou         | CA Lanús          | CA Tigre                 | 3:2      | Primera División              |
| 6.    | Federico Dimarco   | Inter Mailand     | Frosinone Calcio         | 1:0      | Serie A 2023/24               |
| 7.    | Jaden Philogene    | Hull City         | Rotherham United         | 1:1      | EFL Championship 2023/24      |
| 8.    | Terry Antonis      | Melbourne City FC | Western Sydney Wanderers | 7:0      | A-League Men 2023/24          |
| 9.    | Michaell Chirinos  | Honduras          | Costa Rica               | 1:0      | Playoff zur Copa América 2024 |
| 10.   | Hassan al-Haydos   | Katar             | China                    | 1:0      | Asienmeisterschaft 2024       |
| 11.   | Paul Onuachu       | Trabzonspor       | Konyaspor                | 2:1      | Süper Lig 2023/24             |